# Jan Plas

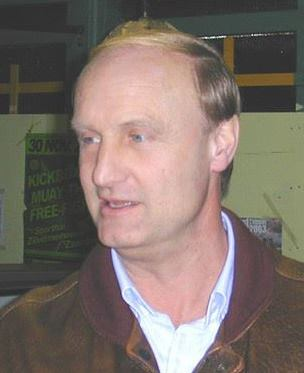
Jan Plas

Jan Plas (Amsterdam, 16 maart 1945 – Zwaag, 1 september 2010) was een Nederlands kickbokstrainer en oprichter van de in diverse vechtsporten gespecialiseerde sportschool Mejiro Gym in Amsterdam. Hij was een van de grondleggers van het kickboksen in Nederland.

## Vechtsport
Plas begon zijn carrière in de vechtsport met karate en leerde de Kyokushin-stijl van Jon Bluming. In 1975 reisde Plas zelf naar Japan, waar hij kickboksen leerde van sensei Kenji Kurosaki in zijn dojo in Tokio. Toen hij terugkeerde naar Nederland, richtte hij samen met onder meer Thom Harinck de NKBB (Nederlandse Kick-Boxing Bond) op in 1976. In 1978 richtte Plas zijn eigen sportschool Mejiro Gym op, vernoemd naar het district Mejiro in Tokio waar de dojo van Kurosaki lag. Hij leidde later ook de Vos Gym en trainde vele vechters van wereldklasse, waaronder Lucien Carbin, Rob Kaman, Fred Royers, Andre Mannaart, Ivan Hippolyte, Ernesto Hoost en Peter Aerts.

## Criminaliteit
Plas nam ook deel aan de Amsterdamse georganiseerde misdaadwereld. In 1986 was hij betrokken bij de ontvoering van Gijs van Dam junior, de zoon van hasjdealer Gijs van Dam, met een bende van drugsbaron Johan Verhoek, ook wel bekend als "De Hakkelaar".
Midden jaren '90 werd hij gearresteerd in een flat in Montreal, waar 60 miljoen dollar drugsgeld van Johan Verhoek werd aangetroffen. In het daarop volgende proces koos Plas voor de rol van kroongetuige, destijds nog een nieuw fenomeen in het Nederlandse strafprocesrecht. Hij werd veroordeeld tot  slechts een taakstraf, eveneens een nieuw verschijnsel in die dagen.
In april 2008 werd Plas gearresteerd op verdenking van drugshandel en werden zijn dochter en schoonzoon, beide politieagenten in Amsterdam, beschuldigd van belastingfraude en witwassen.
Op 1 september 2010 werd gemeld dat Plas op 65-jarige leeftijd zelfmoord had gepleegd in zijn gevangeniscel.